# Explosion du 22 avril 2022 au Nigeria
L'explosion du 22 avril 2022 au Nigeria est survenue le 22 avril 2022 lorsqu'une explosion dans le sud du Nigeria a tué plus de 100 personnes. L'explosion a eu lieu dans une raffinerie de pétrole illégale à la frontière de l'État d'Imo et de l'État de Rivers,.